# Radvánszky Béla
Radványi és sajókazai báró Radvánszky Béla (Sajókaza, 1849. március 1. – Budapest, 1906. május 2.) művelődés- és irodalomtörténész, politikus, császári és királyi kamarás, valóságos belső titkos tanácsos, koronaőr, a Magyar Tudományos Akadémia tiszteleti tagja, a Magyar Heraldikai és Genealógiai Társaság elnöke, a nemesi Radvánszky család tagja.

## Életrajza
Radvánszky Albert és Bárczay Karolina fia. Édesapját már nyolcéves korában elveszítvén, anyja és nagybátyja, báró Radvánszky Antal gondjai alatt nevekedett föl. Gimnáziumi tanulmányait a budapesti evangélikus és református gimnáziumokban, a jogot a budapesti egyetemen végezte. A történelem iránt való mélyebb érdeklődése, melyet családjának évszázados múltja és történelmi szereplése, valamint az okmányokban gazdag családi levéltár csak fokozott, a történelem művelésére ösztönözte. A családi levéltáron kívül a Bárczay, később az Országos Levéltár is bő anyagot nyújtott kutatásaihoz. Már az 1860-as években foglalkozott oklevelek másolásával, vízjegyek, pecsétek, címerek gyűjtésével. Ekkor vetette meg alapját a 20. század elejére már mintegy 14 000 kötetre menő ritkaságokban gazdag sajókazai könyvtárának is.
Gyakran tett utazásokat Németországban, Belgiumban, Franciaországban, huzamosabban időzött Olaszországban.
Az 1860-as évektől széleskörű gyűjtőmunkát folytatott művelődéstörténeti és történelmi munkáihoz, miközben jogot végzett Budapesten. 1874-ben a Magyar Történelmi Társulat választmányi tagjává választotta.
Külföldi tanulmányútjáról visszatértve 1875-ben országgyűlési képviselővé választották Zólyom vármegyében, majd még ugyanezen évben bárói rangot kapott. Az 1878-as és az 1881-es választásokon is bejutott a törvényhozásba, ahonnét 1882-ben távozott, mikor július 13-ai dátummal Zólyom vármegye főispánjává nevezték ki.
1881-ben, mint a Magyar Nemzeti Múzeum ügyeinek megvizsgálására kiküldött országgyűlési bizottság jegyzője, terjedelmes javaslatot dolgozott ki. 1883 februárjában a Magyar Heraldikai és Genealógiai Társaság alapító elnöke lett.
A Széchenyi emlékezetét ünneplő lakomán a Nemzeti Casinóban 1884-ben ő tartott beszédet. 1886-ban az ágostai evangélikus egyház egyetemes gyámintézete világi elnökévé, 1888-ban a Protestáns Irodalmi Társaság másodelnökévé választotta. 1895-ben báró Vay Miklós halálával koronaőr (esküjét 1896. január 20-án tette le) és valóságos belső titkos tanácsos lett.
1885-ben nősült; Tisza Paulinát, az akkor hivatalban lévő miniszterelnök, Tisza Kálmán lányát vette feleségül, s időközben a felsőház tagjává választották a cenzus alapján. 1892-ben vonult vissza a vármegye éléről, de nem a politikából; 1894. december 18-án koronaőrré választották (1895. január 20-án tette le esküjét), mely tisztségét, ahogy felsőházi tagságát, haláláig látta el.
1879-ben az Országos Régészeti és Embertani Társulat választmányi tagja lett és még ugyanabban az évben május 22-én, érdemei elismeréséül a Magyar Tudományos Akadémia levelező tagjává választotta. Székét 1882-ben «Régi magyar ékszerek» című tanulmányával foglalta el. Az MTA-nak 1887. május 13-ától tiszteleti, 1888-tól a történelmi bizottság, 1891-től haláláig igazgatótanácsi, 1904-től egyszersmind az irodalomtörténeti bizottságnak is tagja volt.

## Művei
- Magyar családélet és háztartás a XVI. és XVII. században I-III, Budapest 1879-1880.
- Magyar köriratú pecsétek a XIV. és XV. századból. Századok 14 (1880)
- Bethlen Gábor fejedelem udvartartása. Budapest 1888
- Régi magyar szakácskönyvek, Budapest, 1893
- A Héderváry-család oklevéltára, Závodszky Leventével. Budapest, 1909